# Roller
«Roller» es una canción de rock escrita por el cantante y músico Myles Goodwyn.  Se encuentra originalmente como el quinto tema del álbum de estudio First Glance de la banda canadiense de rock April Wine, publicado en Canadá por Aquarius Records y en E.U.A. y el Reino Unido por Capitol Records en el año de 1978.

## Lanzamiento y recepción
Esta canción fue lanzada como el último sencillo de First Glance a finales de 1978 por las discográficas antes mencionadas.   La melodía que se incluyó en el lado B de este sencillo fue «Right Down to It» («Derecho a ella» en castellano), compuesta por el guitarrista Brian Greenway.
La audiencia en Canadá recibió de buena manera a «Roller», pues llegó a ubicarse en el puesto 27.º en las listas de popularidad de aquel país entre la última semana de abril y la primera de mayo de 1979.  En los Estados Unidos, tuvieron que pasar siete años para que una canción de April Wine apareciera en el Billboard Hot 100, siendo «You Could Have Been a Lady» la única en hacerlo en ese tiempo.  «Roller» se posicionó en el 34.º en este listado.

## Lista de canciones

### Lado A
| side one |          |               |               |          |  |
| N.º      | Título   | Escritor(es)  | Voz principal | Duración |  |
| 1.       | «Roller» | Myles Goodwyn | Myles Goodwyn | 3:34     |  |

### Lado B
| side one |                    |                |                |          |  |
| N.º      | Título             | Escritor(es)   | Voz principal  | Duración |  |
| 2.       | «Right Down to It» | Brian Greenway | Brian Greenway | 3:01     |  |

## Créditos
- Myles Goodwyn — voz principal (en el tema «Roller») , guitarra y coros.
- Brian Greenway — voz principal (en la canción «Right Down to It»), guitarra y coros.
- Gary Moffet — guitarra y coros.
- Steve Lang — bajo y coros.
- Jerry Mercer — batería y coros.

## Listas
| Año  | País           | Lista                               | Posición máxima |
| ---- | -------------- | ----------------------------------- | --------------- |
| 1979 | Canadá         | RPM Magazine Top 100 Singles        | 27.º            |
| 1979 | Canadá         | RPM Magazine Top 200 Singles of '79 | 164.º           |
| 1979 | Estados Unidos | Billboard Hot 100                   | 34.º            |